# Aldo Tambellini
Aldo Tambellini (Syracuse, 29 de abril de 1930 - Cambridge, 12 de noviembre de 2020) fue un artista italoestadounidense. Fue pionero en la intermedia electrónica y fue pintor, escultor y poeta.

## Infancia
Aldo Tambellini nació en Syracuse, Nueva York. Fue el segundo hijo de un padre italo-brasileño, John Tambellini, y una madre italiana. A los 18 meses su madre se separó legalmente de su padre. Esto llevó a John Tambellini a trasladar a la familia de Syracuse de regreso a Italia, al municipio de Lucca en Toscana. Luego regresó a Nueva York, y Aldo Tambellini lo vio solo cuando visitó Lucca. Tambellini creció en Italia hablando italiano. Su abuelo paterno, Paul Tambellini, era propietario de una plantación de café en São Paulo, Brasil, que luego se retiró a Lucca. Su abuelo materno era un socialista que trabajaba en una fundición, construyendo vagones de ferrocarril. Tambellini creció principalmente con su familia por parte de su madre, que venía de la región de Massa en Toscana.
Mostró una promesa temprana en las bellas artes cuando era niño, dibujando y pintando con gran habilidad a la edad de 3 años. A la edad de 5 años, la madre de Tambellini le regaló su primer proyector Laterna Magica con pilas. Amaba tanto la música como el arte, cantaba de niño y escuchaba la radio con frecuencia. Cuando cumplió los 10 años ingresó a la escuela primaria, donde su madre tuvo que elegir entre arte y música para su especialización. Eligió la escuela de arte local, A. Passaglia Art Institute (no lejos de donde vivía Puccini). Allí estudió Historia del Arte y Bellas Artes. Poco después, bajo Mussolini, Italia entró en la Segunda Guerra Mundial como aliada del régimen nazi, interrumpiendo los estudios de Tambellini, pero dejando una huella imborrable en su proceso artístico.
Durante la redada del 6 de enero de 1944 en Italia, Tambellini estaba fuera de la casa en bicicleta. Pronto, las bombas golpearon a Lucca. Tambellini sobrevivió ileso al ataque, y luego recordó que las bombas cayeron a dos metros de él mientras yacía en la calle. Su familia también sobrevivió y dos bombas en el patio trasero no detonaron, 21 de sus vecinos y amigos murieron ese día. Tambellini señala que su madre nunca se recuperó por completo emocionalmente. Luego, su familia se mudó más al norte, a la ciudad de Guamo. Guamo fue ocupado por jóvenes soldados alemanes durante este tiempo. En una entrevista con Femficatio, Tambellini habla de un joven soldado alemán en particular al que le gustaba el arte y solía admirar sus acuarelas, y que también compartió sus sentimientos: "A él tampoco le gustó la guerra".
Al final de la guerra, Guamo fue liberado por los Soldados Búfalo (soldados afroamericanos), que también influyeron en su arte. Después de la liberación de Lucca, Tambellini pudo regresar allí y terminar sus estudios en el Instituto de Arte. Allí, Tambellini se ofreció como voluntario para pintar el paisaje y actuar en una obra escrita por veteranos italianos en el hospital de Lucca. Tambellini también pintó un mural para el American GI Club.

## Primeros años
Como nació en Estados Unidos, Tambellini tenía la ciudadanía por nacimiento en Estados Unidos. A principios de la guerra, su hermano mayor, también ciudadano estadounidense, fue reclutado por el Ejército de los Estados Unidos. A la edad de 16 años, Tambellini se mudó a la ciudad de Nueva York con su madre, hablando muy poco inglés. Tambellini se enteró por primera vez de la separación oficial de sus padres al llegar a Nueva York. Luego se hizo cargo de su madre, que había desarrollado una paranoia extrema y otras neurosis debido a la guerra.
Tambellini tomó una serie de trabajos ocasionales, recogiendo papas con trabajadores migrantes y pintando tanques de gasolina en Oil City en Syracuse. Mientras pisaba pintura húmeda, se deslizó hacia los bordes no asegurados del tanque y se detuvo a unos centímetros de una caída de sesenta pies, una caída que podría haberlo matado. Después de eso, Tambellini se inscribió en una escuela vocacional local para aprender inglés. Mientras estuvo allí, ganó numerosos premios y reconocimientos en arte.
Poco después, a la edad de 17 años, Tambellini preparó su carpeta y se reunió con Lee Brown Coye (ilustrador de "Weird Tales") en el Museo de Syracuse. Coye era profesor de pintura allí. Después de revisar el trabajo de Tambellini, lo recomendó a Anna Holmstead, la directora del museo que contrató a Tambellini para enseñar pintura. Era el miembro de la facultad más joven del personal.
A los 18, Tambellini se unió a VEDET, que estaba formado por los artistas Hilton Kramer (que más tarde se convirtió en crítico conservador del The New York Times) y James Kleege. Allí, Tambellini solicitó una beca de cuatro años para la Universidad de Syracruse. Con solo dos becas ofrecidas, Tambellini obtuvo una en su prestigioso programa BFA. Después de recibir su BFA, ocupó un puesto de profesor en el Rosary Hill College en Búfalo, Nueva York, y luego recibió una beca de enseñanza de la Universidad de Oregón, donde se matriculó. Después de un año, se trasladó a otra beca de enseñanza en laUniversidad de Notre Dame, donde estudió escultura con Ivan Meštrović. Recibió su MFA de Notre Dame en 1959.

## Carrera
Después de completar su MFA, Tambellini se mudó al Lower East Side en Manhattan, donde alquiló un estudio encima de una tienda por $ 56.00 al mes. Allí, ingresó a la escena del arte como artista profesional y fundó los principales movimientos artísticos y fue miembro principal de otros movimientos artísticos históricos durante la escena artística de la posguerra de las décadas de 1960 y 1970.
En 1962, Tambellini fue miembro fundador de un grupo de contracultura llamado Group Center, que trabajó para encontrar formas creativas de mostrar el trabajo no convencional. Otros miembros fundadores incluyen a Ron Hahne, Elsa Tambellini, Don Snyder y Ben Morea. Los miembros notables que se incorporaron más tarde fueron Jackie Cassen y Peter Martinez. Un grupo importante que destaca el género intermedia, "Group Center" combinó poesía, fotografía, coreografía y realización cinematográfica. En un volante distribuido por el Grupo destacando sus intenciones, se leía:
En Group Center, Tambellini comenzó a trabajar con el "negro" como tema, que llegó a definir su expresión artística. Comenzando como un cineasta de vanguardia, en 1965 Tambellini comenzó a pintar directamente sobre película, una técnica en la que fue pionero, comenzando así su "Serie de Cine Negro". Poco después, con una cámara Bolex de segunda mano, Tambellini filmó varias películas experimentales, una de las cuales, "Black TV", ganó el Gran Premio Internacional en el Festival de Cine de Oberhausen en 1969.
Además de su participación en Group Center, Tambellini trabajó en estrecha colaboración con el colectivo de poesía Umbra. Tambellini era amigo cercano de NH Pritchard en ese momento, pero luego se hizo amigo de Tom Dent (miembro fundador de Umbra que se conoció frente al estudio de Tambellini), así como de Askia Touré, Ishmael Reed y Brenda Walcott. Allí, a través de su colaboración con la comunidad literaria de activistas negros, Tambellini empujó los límites de intermedia a espectáculos de electromedia en movimiento que lo involucraron pintando directamente sobre diapositivas de celulosa que se pasaban por un proyector; acompañado de una bailarina, jazz y poesía. Sus actuaciones de electromedia incluían a menudo la poesía y la voz de Calvin C. Hernton, como en el caso de su obra Black Zero. Estas actuaciones evolucionaron con el tiempo, cada espectáculo se basó en el siguiente, y el equipo central incluyó a NH Pritchard, Ishmael Reed y Carla Black. Posteriormente, la bailarina Carla Black se cambió a una mujer afroamericana, Beverley Schmidt, de acuerdo con el tema Black, y ese espectáculo se retituló "Black2". Estos espectáculos llevaron a Tambellini a la prominencia con el Herald Tribune comentando que se trataba de "La rebelión de Tambellini en forma de arte".
En 2009, Performa 09, la bienal de espectáculos de Nueva York, presentó una recreación memorable de Black Zero en White Box (34 años después de su estreno en el Astor Playhouse en 1965) con William Parker y Hill Greene en contrabajos y Ben Morea en máquinas clamorosas. entre otros. En 2011, el Museo de Arte de Chelsea fue sede de otra recreación de Black Zero, como parte de la retrospectiva del museo de Tambellini allí. Ambas actuaciones fueron producidas por el artista conceptual suizo Christoph Draeger, quien invitó a la leyenda del bajo Henry Grimes a unirse esta vez. Las improvisaciones musicales acompañan proyecciones simultáneas de diapositivas y películas de Aldo Tambellini y su equipo de ocho intérpretes, y grabaciones de sonido de la poesía radical del difunto Calvin Hernton. La recreación de 2012 en la Tate Tanks de la actuación del Astor Playhouse de 1965 en la ciudad de Nueva York destacó la participación de muchos artistas del Group Center: Aldo Tambellini y Elsa Tambellini en los proyectores, Ben Morea en las máquinas clamorosas, Ron Hahne en la máquina espiral Bill Dixon tocando la trompeta, Alan Silva el bajo y la poesía y la voz grabadas de Calvin C. Hernton.
En 1966, Tambellini fundó The Gate Theatre en el East Village de Nueva York, que mostraba películas experimentales una vez a la semana. Las primeras películas de Nam June Paik y el director de Hollywood Brian de Palma se proyectaron en el teatro de Tambellini, el único teatro experimental de vanguardia que exhibía películas independientes de la época. En 1967, cofundó un segundo teatro, Black Gate con Otto Piene, que mostraba principalmente representaciones e instalaciones de electromedia.
Aldo Tambellini también fue miembro del movimiento artístico NO! Y se hizo amigo cercano del artista fundador de NO! Boris Lurie. No! Art fue un importante movimiento intermedio, cuyo trabajo se ocupó directamente de los temas de la Segunda Guerra Mundial y el Holocausto, ambos de gran importancia para Tambellini. El trabajo de Tambellini se ha exhibido con otros artistas de NO! En toda la costa este.

## Exposiciones y actividades post-millennial
En junio de 2010, Tambellini expuso en una exposición colectiva, Celluloid Cameraless Film en el Schirn Kunsthalle de Frankfurt, Alemania.

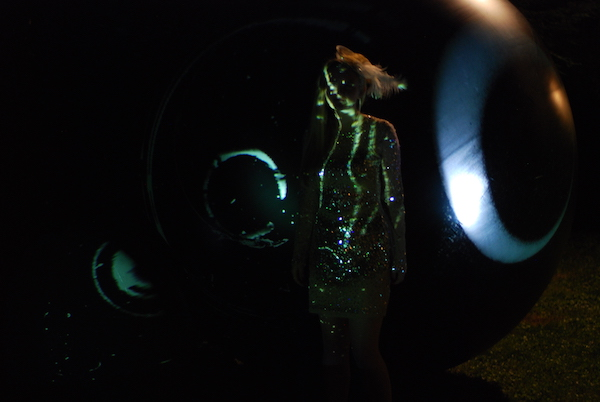
Una de las obras proyectadas de Aldo Tambellini, en una instalación al aire libre en 2014. En la foto aparece Holly Payne-Strange, quien también apareció en "Circle in the Square" de Tambellini basada en imágenes tomadas en esta instalación.

En noviembre de 2011 se presentó una retrospectiva de Tambellini en el Museo de Chelsea, Nueva York: Black Zero (1966-1999). La retrospectiva incluyó una actuación nocturna de Black Zero y una proyección continua de las primeras obras de Tambellini. Esta exposición fue patrocinada por la Fundación Boris Lurie.
En octubre de 2012, Tambellini expuso en la Tate Tanks de la Tate Modern de Londres. El programa incluyó proyecciones de dos de sus piezas de performance Black Zero y Moondial, proyecciones de su Black Film Series y otras películas de su era de los sesenta. La instalación Retracing Black ahora forma parte de la colección permanente de Tate Modern. En septiembre de 2013, Tambellini tuvo su primera retrospectiva de una galería en la Galería James Cohan de Nueva York.
En 2015 Tambellini fue invitado a exponer en el Pabellón de Italia en la Bienal de Venecia 2015. Su trabajo, exhibido en el Complejo Arsenale, incluyó una nueva instalación: un trabajo proyectado en múltiples pantallas titulado Estudio de formas internas y manifestaciones externas y una serie de ilustraciones 2D titulada Memory Atlas. En septiembre del mismo año, su obra de instalación Atlantic in Brooklyn 1971-72, Morning, Noon and Night, se exhibió en The Boiler en Brooklyn, Nueva York. Consiste en imágenes de video tomadas desde la ventana de su apartamento en la intersección de las avenidas Atlantic y Flatbush, el trabajo fue remasterizado digitalmente y proyectado en seis pantallas grandes. El otoño de 2015 también vio el trabajo en video de Tambellini The Circle in the Square proyectado en el Centro de Convenciones y Exposiciones de Boston como parte de su Proyecto Art on the Marquee. Esta obra fue filmada en una instalación de Tambellini al aire libre en agosto de 2014 y contó con la actriz y modelo Holly Payne-Strange.
En 2016 se crea la Fundación de Arte Aldo Tambellini. Está dedicado al avance de las obras de Tambellini y la protección y promoción del arte contemporáneo. Además, la Fundación busca garantizar que las obras de Tambellini sean accesibles para todos a través de colocaciones permanentes y préstamos en galerías y museos de todo el mundo. La fundación busca apoyar y alentar a artistas emergentes de todas las disciplinas que resuenen con la filosofía de Tambellini. Esta misión incluye el cuidado, preservación y restauración de la obra de Tambellini.

## Trabajos cinematográficos
Tambellini tiene más de 1400 obras de arte y 1000 poemas. Ha trabajado en bronce, al igual que con pinturas al carbón, acrílicas y al óleo para sus cuadros. Sus primeros trabajos intermedios incluyeron la pintura de diapositivas de celulosa y el uso de proyectores y televisores. Sus presentaciones de electromedia fueron esfuerzos de colaboración, utilizando jazz, poesía y danza junto con diapositivas pintadas. Tambellini es también editor de películas y crea poemas visuales.
Las películas de Tambellini a menudo tratan sobre propaganda y percepciones. Su película principal, "Black TV", tomó instantáneas y clips de televisión, donde editó escenas una al lado de la otra. Sus películas eran a menudo en blanco y negro, surrealistas y tenían un contexto social. En 2006, su cortometraje "Listen" ganó el premio a la Mejor Película Experimental en el Festival Internacional de Cine de Siracusa.
Tambellini señaló a menudo la comunicación como un medio artístico. En 1968, en el Video History Project, dijo:
Tambellini fue pionero en el movimiento del videoarte. Su primera cinta de video fue transmitida por ABC TV News en Nueva York en 1967.
Tambellini se convirtió en miembro del Centro de Estudios Visuales Avanzados (CAVS) del Instituto de Tecnología de Massachusetts en 1976. De 1976 a 1984, Tambellini realizó cursos y talleres en comunicación y medios, además de participar en eventos experimentales en vivo en slow-scan en Estados Unidos, Europa, Japón y Australia. La mayoría de sus experimentos giraban en torno al escaneo lento. Mientras estuvo en CAVS participó en "Arts Electronica" en Viena, Austria y dio una conferencia sobre Estética y Tecnología en el Instituto de Diseño en Offenbach am Main, Alemania. En 1980, Tambellini fundó Communicationsphere, una red de artistas, intérpretes, técnicos e ingenieros interesados en el impacto de las telecomunicaciones en la cambiante sociedad moderna.

## Exposiciones
- 1968: Televisión nacional transmitida por artistas en WDR, Colonia, Alemania, "Black Gate Cologne". (con Otto Piene )
- 1968: Primera emisión de artistas, "Medium is the Medium", en WBGH, Boston.
- 1968: "Some More Beginnings", Museo de Brooklyn, Nueva York. Exposición de su videoescltura.
- 1968: "Light as Art", también video escultura, Howard Wise Gallery, Nueva York.
- 1969: "La televisión como medio creativo" (primera exhibición de galería de arte en video en Estados Unidos), Galería Howard Wise, Nueva York, exhibió su escultura en video, "Black Spiral", un televisor modificado realizado con la ingeniera Tracy Kinsel.
- 1970: "Vision & Television Show", Rose Art Museum, Brandeis University, Massachusetts (la primera muestra en un museo de la televisión como forma de arte en Estados Unidos). Tambellini exhibió sus "videogramas", impresiones realizadas al imprimir la imagen directamente desde la pantalla de video sin el uso de una cámara.
- 1971: "Atlantic in Brooklyn", un espectáculo individual en "The Kitchen", Nueva York.
- 1971: "Cineprobe", Museo de Arte Moderno de Nueva York con una exhibición de películas unipersonal.
- 1971: "A Special Video Show", Whitney Museum, primera muestra de videoarte en Nueva York en 1971.
- 1977: "Trabajo de fotografía y video". Everson Museum of Art, Syracuse, NY, exposición individual.
- 2003: 1er Festival Howl, retrospectiva de mini películas. Nueva York
- 2011: Museo de Arte de Chelsea "Black Zero", Nueva York. Una retrospectiva (1960-1990).
- 2012: "Los Tate Tanks". Tate Modern de Londres, Inglaterra. Una recreación de "Black Zero" y "Moondial".
- 2013: Retrospectiva de la galería. James Cohan Gallery, Nueva York, 12 de septiembre - 19 de octubre.
- 2015: Pabellón de Italia Bienal de Venecia . 9 de mayo - 22 de noviembre.
- 2015: Atlántico en Brooklyn, mañana, mediodía y noche. The Boiler, Brooklyn, 11 de septiembre - 18 de octubre.
- 2016: "Artist Run Galleries in New York City 1952 to 1965. Reinventar el centro, cuando los artistas dirigieron el espectáculo "NYU Grey Gallery del 10 de enero al 1 de abril de 2017.
- 2017: "MATERIAS NEGRAS -ZKM Karlsruhe Alemania
- 2017: Fragmentos negros, proyección de video, Universidad de Fitchburg, Fitchburg, MA.
- 2017: Behind the Black Door, Artista destacado, (S8) Mostra del Cinema Periiferico. Caruna, España.
- 2017: Proyecciones de películas y performance, Experimental Response Cinema y Austin Film Society, Austin, Texas.
- 2018: Apertura de la sala Aldo Tambellini en The Tate Modern London - julio de 2018
- 2018: Arte, activismo y anarquía, exposición y panel de discusión. Narrativa / Contranarrativa: (Re) definir los años sesenta en NYU: Bobst Library, NYU, Nueva York, NY.
- 2018: Destellos del futuro: el arte de los 68 o el poder de los impotentes. Ludwig Forum fur Internationale Kunst, Aasche, Alemania
- 2018: Arte de la televisión - Emerson Urban Art Gallery, Boston, MA.
- 2019: ¡No! Arte - Museo Janco Dada, Ein Hod, Israel.
- 2019: Black TV Revisited - WGBH Boston.
- 2019: Respire - Leneas Theatre Group, Nueva York y Boston MA
- 2019: Dumplands - Múltiples proyecciones
- 2019: The Black TV Project 1969-2019, ACUD Studio, Berlin Art Week.
- 2020: The Cave - Under the Symphony, video musical - Desde Boston, MA.

## Vida personal
Tambellini se casó con su compañera artista Elsa Tambellini en la década de 1960. Su compañera y compañera artista Sarah Dickenson falleció en la década de 1990. Vivía en Massachusetts con su manager Anna Salamone.
Falleció el 12 de noviembre de 2020 a los 90 años, en Cambridge, Massachusetts.